# Il messia (singolo)
Il messia è un singolo del rapper italiano Salmo, il secondo estratto dal quarto album in studio Hellvisback e pubblicato il 18 marzo 2016.

## Descrizione
Quinta traccia dell'album, Il messia ha visto la partecipazione di Victor Kwality alla voce e di Travis Barker dei Blink-182 alla batteria, il quale ha prodotto il brano insieme a Salmo.
Caratterizzato da influenze reggae, nel brano il rapper porta una critica alla religione basata sul fatto che essa troppo spesso divide invece che unire.

## Video musicale
Il videoclip, diretto da Roberto Saku Cinardi, è stato girato alle Mauritius e vede Salmo muoversi tra ambienti esotici con la costante presenza di icone religiose, prevalentemente cristiane e indù. Nel video appare anche Victor Kwality.

## Classifiche
| Classifica (2016) | Posizione massima |
| ----------------- | ----------------- |
| Italia            | 56                |